# Stundenbuch des Jean de Boucicaut

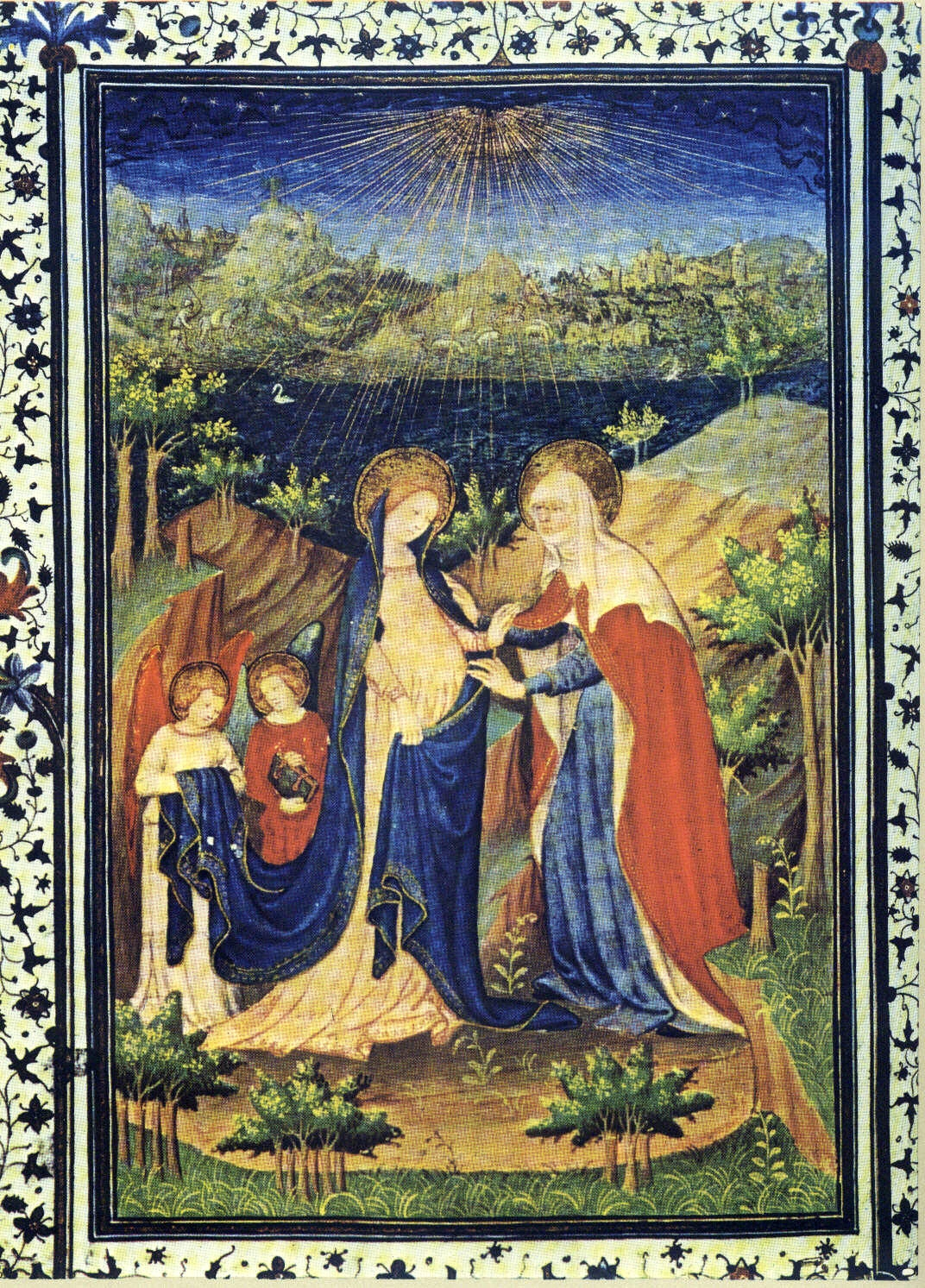
Mariä Heimsuchung

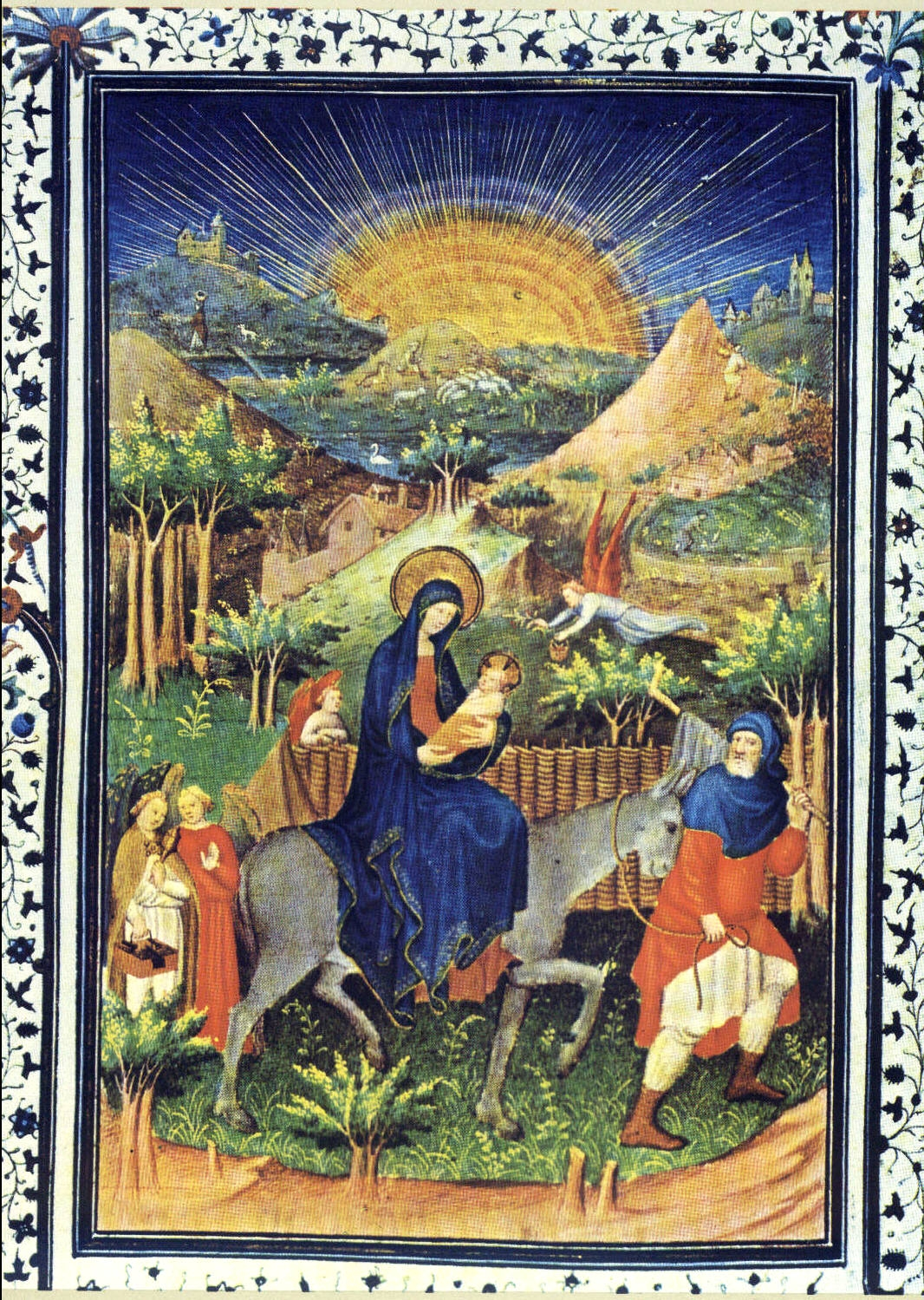
Flucht nach Ägypten

Das Stundenbuch von Jean de Boucicaut, Marschall von Frankreich begründet einen typischen Pariser Stil, der von Buchmalern der ersten Hälfte des 15. Jahrhunderts aufgegriffen, weitergegeben und verarbeitet wurde.

## Beschreibung
Liturgie von Paris. Frankreich, Paris, um 1405–1408. 27,4 × 19 cm; 242 ff.
44 Miniaturen
Musée Jacquemart-André, Paris, ms. 2

## Ausführender Künstler
Der Meister von Boucicaut, der dieses Gebetbuch für diesen hervorragenden Soldaten, dessen Name es trägt, illuminierte, war ein genialer Landschaftsmaler, der in der Buchmalerei bisher nicht erreichte Effekte des Lichtes und der Luftperspektive erzielte. Er wurde 1905 von Paul Durrieu als Jacques-Coene, Maler aus Brügge, der sich in Paris niedergelassen hatte, identifiziert.
Überragende Beispiele seines Stils sind die Heimsuchung und die Flucht nach Ägypten in den Laudes und der Vesper des Marienoffiziums, die sich in der Gestaltung zwar ergänzen, doch auf verschiedene Art aufgehellt sind. In der Heimsuchung strömt das Licht von oberhalb des Bildes auf die Häupter von Maria und Elisabeth herab. In der Flucht nach Ägypten schickt die aufgehende Sonne, eine von drei orangefarbenen Ringen umgebene goldene Kugel, ihre Strahlen in den blauen Himmel nach oben. In beiden Bildern überträgt der Himmel seine Leuchtkraft auf die irdische Landschaft.
Um das Jahr 1400 war in Paris der Markt für illuminierte Handschriften aller Art so groß, dass die Nachfrage das Angebot übertraf. Es ist eigenartig, dass es dem Meister von Boucicaut offenbar nicht gelang, eine Anstellung bei Hofe zu bekommen. Meiss führt mehr als fünfzig Handschriften auf, die mit diesem Meister in Verbindung gebracht werden.

## Marschall Jean de Boucicaut
Von seinem Biographen wurde Boucicaut als fast übermenschlich fromm dargestellt. Er verbrachte täglich mehrere Stunden im Gebet, hörte jeden Tag zweimal die Messe, fastete freitags und trug schwarz. Die Tatsache, dass sein Gebetbuch mit siebenundzwanzig großen Miniaturen von Heiligen beginnt, die in Beziehung zu seinem Leben stehen, deutet auf besondere Andachtsgewohnheiten hin. Der erste ist der hl. Leonhard, Schutzheiliger der Gefangenen, der an zwei kniende Figuren gekettet ist (Johann, Graf von Nevers und er selbst), Erinnerung an Boucicauts geglückte Flucht in Nikopol.